# The Revolution Will Not Be Televised (canção)
The Revolution Will Not Be Televised (em português: A revolução não será televisionada) é um poema e uma canção escrita por Gil Scott-Heron comentando a agitação política e social nos Estados Unidos durante as décadas de 60 e 70.
O seu nome apareceu inicialmente no álbum de Heron, Small Talk at 125th and Lenox, em 1970. Após isso, apareceram vários citações e alusões em livros, canções, filmes e livros.